# Gujiang
Gujiang (kinesiska: 鼓匠乡, 鼓匠) är en socken i Kina. Den ligger i provinsen Sichuan, i den sydvästra delen av landet, omkring 210 kilometer öster om provinshuvudstaden Chengdu. Antalet invånare är 13 417. Befolkningen består av 6 481 kvinnor och 6 936 män. Barn under 15 år utgör 18,0 %, vuxna 15-64 år 66 %, och äldre över 65 år 14,0 %.
Genomsnittlig årsnederbörd är 1 451 millimeter. Den regnigaste månaden är juni, med i genomsnitt 287 mm nederbörd, och den torraste är december, med 12 mm nederbörd.